# Елмдејл (Канзас)
Елмдејл (енгл. Elmdale) град је у америчкој савезној држави Канзас.

## Демографија
По попису из 2010. године број становника је 55, што је 5 (10,0%) становника више него 2000. године.
| Група             | 2000.      | 2010.      |
| Белци             | 48 (96,0%) | 48 (87,3%) |
| Афроамериканци    | 0 (0,0%)   | 0 (0,0%)   |
| Азијати           | 0 (0,0%)   | 0 (0,0%)   |
| Хиспаноамериканци | 2 (4,0%)   | 5 (9,1%)   |
| Укупно            | 50         | 55         |